# Heinz Joachim
Heinz Joachim (* 13. Februar 1919 in Berlin; † 18. August 1942 in Berlin-Plötzensee) war ein deutscher Widerstandskämpfer gegen den Nationalsozialismus.

## Leben
Heinz Günther Joachim studierte bis 1941 Klarinette an der Berliner jüdischen Musikschule Hollaender und freundete sich 1940 mit dem der zionistischen Jugendbewegung angehörenden Siegbert Rotholz an. Er musste dann Zwangsarbeit in der sogenannten „Judenabteilung“ im Siemens-Elektromotorenwerk in Berlin-Spandau leisten, wo er Herbert Baum kennenlernte, dessen Widerstandsgruppe er sich mit seinem Freundeskreis und seiner Frau anschloss. Joachim war am Brandanschlag auf die antisowjetische Propagandaausstellung „Das Sowjetparadies“ im Berliner Lustgarten am 18. Mai 1942 beteiligt. Wenige Tage später verhaftet, wurde er im selben Jahr in Plötzensee hingerichtet.
Heinz Joachim war mit Marianne Joachim (1921–1943) verheiratet, die ebenfalls in Plötzensee hingerichtet wurde. Eine Gedenktafel an deren Wohnhaus in der Belforter Straße 11/12 erinnert an die beiden.

## Gedenkstein

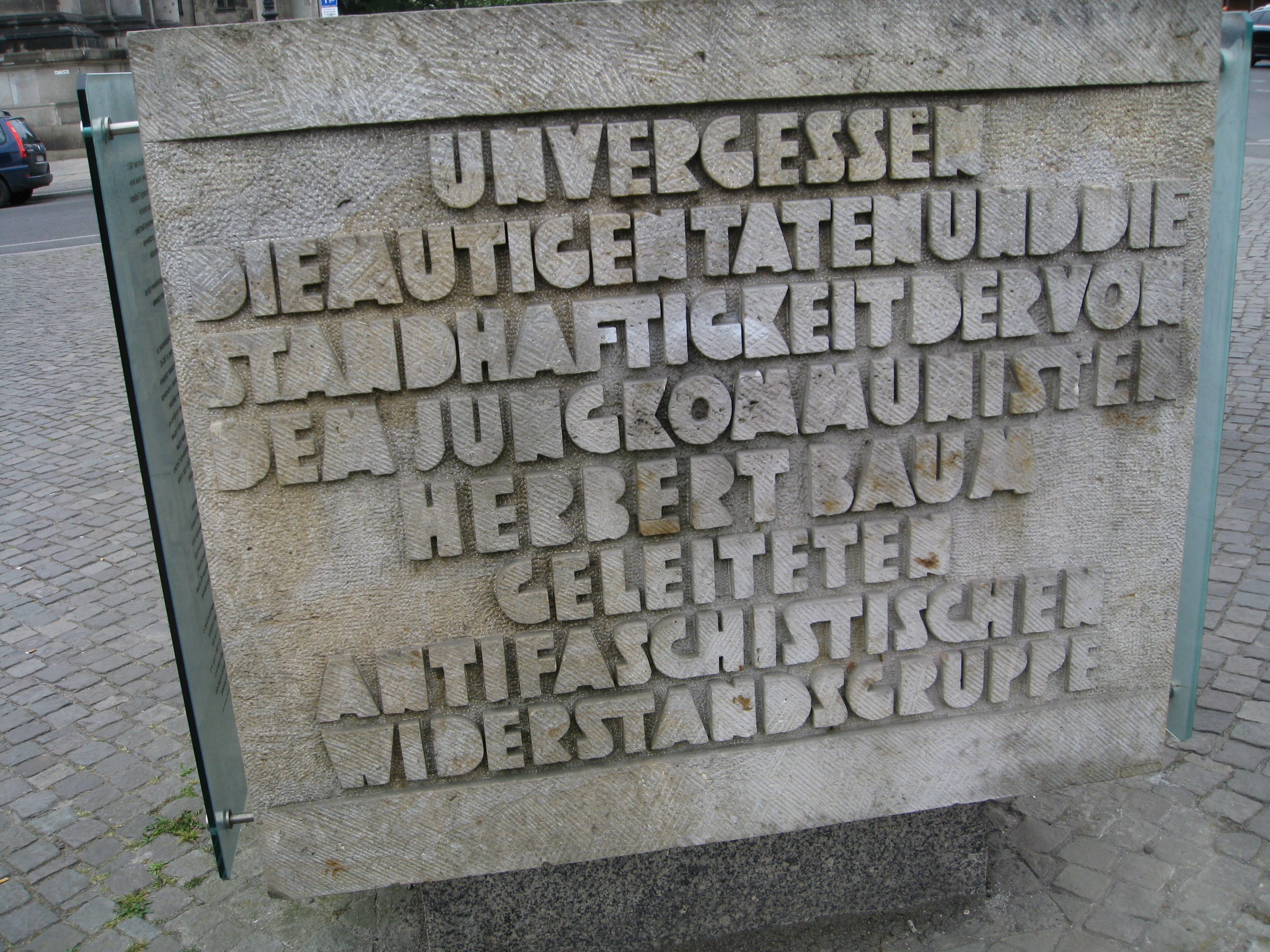
Der Berliner Gedenkstein im Lustgarten

Ein von dem Bildhauer Jürgen Raue gestaltete Gedenkstein wurde 1981 im Auftrag des Magistrats von Berlin (Ost) ohne nähere Informationen über die Widerstandsaktion im Lustgarten aufgestellt.